# فيرناندو أنريك ماريانو
فيرناندو أنريك ماريانو (بالبرتغالية: Fernando Henrique Mariano‏) (3 أبريل 1967 في أوبيرلانديا في البرازيل – )؛ هو لاعب كرة قدم سابق كان يلعب كلاعب وسط.

## وصلات خارجية
- فيرناندو أنريك ماريانو على موقع رابطة كرة القدم اليابانية للمحترفين (اليابانية)
- فيرناندو أنريك ماريانو على موقع قاعدة بيانات كرة القدم.إي يو (الإنجليزية)
- فيرناندو أنريك ماريانو على موقع Soccerway.com (الإنجليزية)
- فيرناندو أنريك ماريانو على موقع عالم كرة القدم.نت (الإنجليزية)